# Мернейт
Мернейт (або Меретнейт, Мерітнейт) — цариця з Першої династії Раннього царства Стародавнього Єгипту, перша достовірно відома жінка (не враховуючи маловідомої Нейтхотеп) у світовій історії. Правила як регентка при малолітньому сині Дені, тому іноді вважається першою правлячою царицею в історії.

## Життєпис
Ймовірно, була у шлюбі з Джетом чи Джером. 
Про її правління свідчать похоронні комплекси в Абідосі («Гробниця Y»). Її могила побудована в тому ж масштабі, що і гробниці видатних царів того часу — 19,2×16,3 м. Разом з нею поховано близько 20 людей. Невідомо, чи були вони убиті після смерті цариці чи померли природною смертю і бажали бути похованими поруч з нею. Мернейт була похована поруч з Джетом і Деном. Дві великі стели були виявлені поруч з місцем її поховання. На них зображено ім'я Мернейт. Проте, її ім'я не оточене серехом, який був символом справжнього царя.
У Саккарі знаходиться мастаба S3503, що в минулому також вважалася гробницею Мерітнейт. Проте, дана гіпотеза сьогодні стає все менш популярною, оскільки наявність другої гробниці для цариці в ту епоху було вельми незвичним явищем, практично всі відомі володарі перших династій ховалися в Абідосі. Стіни цього поховання були виконані у вигляді ніш, а всередині збереглися залишки стародавніх розписів.
Наявність пам'ятної стели цариці Мерітнейт дає привід припускати, що вона займала місце значно важливіше, ніж просто виконання стандартних родинних і релігійних обов'язків в ролі дружини єгипетського царя. Як правило, стели такого зразка, особливо за часів перших династій, адресувалися фараонам.